# Municipio de Leon (condado de Goodhue)
El municipio de Leon (en inglés: Leon Township) es un municipio ubicado en el condado de Goodhue en el estado estadounidense de Minnesota. En el año 2010 tenía una población de 885 habitantes y una densidad poblacional de 9,06 personas por km².

## Geografía
El municipio de Leon se encuentra ubicado en las coordenadas 44°24′55″N 92°51′31″O / 44.41528, -92.85861. Según la Oficina del Censo de los Estados Unidos, el municipio tiene una superficie total de 97.71 km², de la cual 97,55 km² corresponden a tierra firme y (0,16 %) 0,16 km² es agua.

## Demografía
Según el censo de 2010, había 885 personas residiendo en el municipio de Leon. La densidad de población era de 9,06 hab./km². De los 885 habitantes, el municipio de Leon estaba compuesto por el 97,51 % blancos, el 0,34 % eran afroamericanos, el 0,23 % eran amerindios, el 0,68 % eran asiáticos, el 0,68 % eran de otras razas y el 0,56 % eran de una mezcla de razas. Del total de la población el 2,37 % eran hispanos o latinos de cualquier raza.